# The Price of the Free
The Price of the Free è un cortometraggio muto del 1913 diretto da Hardee Kirkland.

## Produzione
Il film fu prodotto dalla Selig Polyscope Company.

## Distribuzione
Distribuito dalla General Film Company, il film - un cortometraggio in una bobina - uscì nelle sale cinematografiche statunitensi il 29 agosto 1913.